# Ansan, Gers
 Ansan là một xã thuộc tỉnh Gers trong vùng Occitanie tây nam nước Pháp. Xã này có độ cao trung bình 207 mét trên mực nước biển.